# EN 60601-2-28
Die EN 60601-2-28 mit dem Titel „Medizinische elektrische Geräte – Teil 2-28: Besondere Festlegungen für die Sicherheit von Röntgenstrahlern einschließlich Blendensystem und Röntgenstrahlern für medizinische Diagnostik“ ist Teil der Normenreihe EN 60601.
Herausgeber der DIN-Norm DIN EN IEC 60601-2-28 ist das Deutsche Institut für Normung.
Die Norm basiert auf der internationalen Fassung IEC 60601-2-28. Im Rahmen des VDE-Normenwerks ist die Norm als VDE 0750-2-28 klassifiziert, siehe DIN-VDE-Normen Teil 7.
Diese Ergänzungsnorm regelt allgemeine Festlegungen für die Sicherheit, Prüfungen und Richtlinien von Röntgenstrahlern und deren Blendsysteme.

## Gültigkeit
Die deutsche Ausgabe November 2011 ist ab ihrem Erscheinungsdatum als Deutsche Norm angenommen.

## Anwendungsbereich
Diese Norm gilt für Röntgenstrahler und für Röntgenstrahler einschließlich Blendsystem für medizinische Diagnostik und deren Bauelemente, die für die Anwendung in medizinischen Röntgeneinrichtungen einschließlich Computertomographie bestimmt sind, die einen nach EN 60601-2-7 oder EN 60601-2-15 entsprechenden anwendungsspezifischen Röntgengenerator enthalten.

## Zusatzinformation
Folgende geänderte Anforderungen sind in der 60601-2-28 enthalten (Auszug):
- Schutz vor elektrischem Schlag
- Verweis auf Einhaltung der EN 60601-1-3 (Strahlenschutz)
- Gefahren durch Temperaturen
- Gefahren durch druckbeanspruchte Teile
- Genauigkeit der Betriebsdaten (Verweis auf EN 60601-2-7 und EN 60601-2-15)